# Isabella Sermon
Isabella Sermon, née le 8 juillet 2006 à Londres, est une actrice britannique. Elle est principalement connue pour son rôle de Maisie Lockwood dans Jurassic World: Fallen Kingdom et Jurassic World : Le Monde d'après.

## Biographie
Isabella Sermon, surnommée « Izzy », naît à Londres le 8 juillet 2006, de parents américains. En 2017, alors qu'elle a passé le casting pour le film Jurassic World: Fallen Kingdom, ses parents décident de déménager à New York pour faciliter son début de carrière,,.
2023, Isabella Sermon a interprété un personnage dans le podcast dramatique People Who Knew Me de BBC Radio 4.

## Filmographie

### Cinéma
- 2018 : Jurassic World: Fallen Kingdom : Maisie Lockwood
- 2022 : Jurassic World : Le Monde d'après : Maisie Lockwood / jeune Charlotte Lockwood